# Adamovka
Adamovka (in russo Адамовка?) è un villaggio della Russia europea sudorientale, situato nell'oblast' di Orenburg; è il centro amministrativo del rajon Adamovskij.
Si trova sul fiume Džarly (bacino dell'Ural), 404 km a est di Orenburg.